# Castiglione (grano)
Il grano castiglione o Castigghiuni glabro o Castigliona glabra (T. durum Desf. var. niloticum Koern.) è un grano duro siciliano antico.
La varietà con le spighe tipiche è stata trovata tra Palermo e Corleone, sui Nebrodi, sui monti Iblei e in un campo vicino Petralia sulle Madonie. Se ne conoscono 4 varietà differenti glabre e pubescenti.

## Caratteristiche
È una varietà di frumento che fa parte del gruppo dei tetraploidi (possiede 28 cromosomi).
Perrino dell'Istituto del Germoplasma - CNR, di Bari, nel 1983 lo descrive così:

«la spiga ha una media lunghezza (8 cm) oblunga.
Il glume è due volte più lungo che largo, giallastro con sfumature nere e/o nere striature, chiglia liscia e leggermente ricurva, becco alquanto ricurvo con una linea nera e lunga da 1 a 2 mm, spalla rialzata predomina ed è prevalentemente di media larghezza.
La cariosside è lunga da 7,5-8,5 mm di lunghezza, ambra o rosso, raramente ellittico traslucido con la sezione trasversale ovale, triangolare o a cuore, profilo dorsale solco normale, talvolta parzialmente gibboso e raramente gibboso da stretto a medio, di media profondità e con bordi arrotondati, tessitura vitrea, pennello corto sottile e poco esteso, scutello ovoidale e lungo.»
È una varietà di grano duro che il Ministero dell'agricoltura, della sovranità alimentare e delle foreste, ha iscritto nel Registro nazionale delle varietà da conservazione di specie agrarie e delle specie ortive; con DM di Iscrizione del 05/03/2018 (N. 9786)-G.U.N. 76 del 31/03/2018 e successivo DM di Variazione Responsabile del 17/12/2018 (N. 35917)-G.U.N. 10 del 12/01/2019.